# Brzoza papierowa
Brzoza papierowa (Betula papyrifera Marsh.) – gatunek drzewa występującego w północnych rejonach Ameryki Północnej. W Polsce uprawiana jest jako roślina ozdobna.

## Morfologia

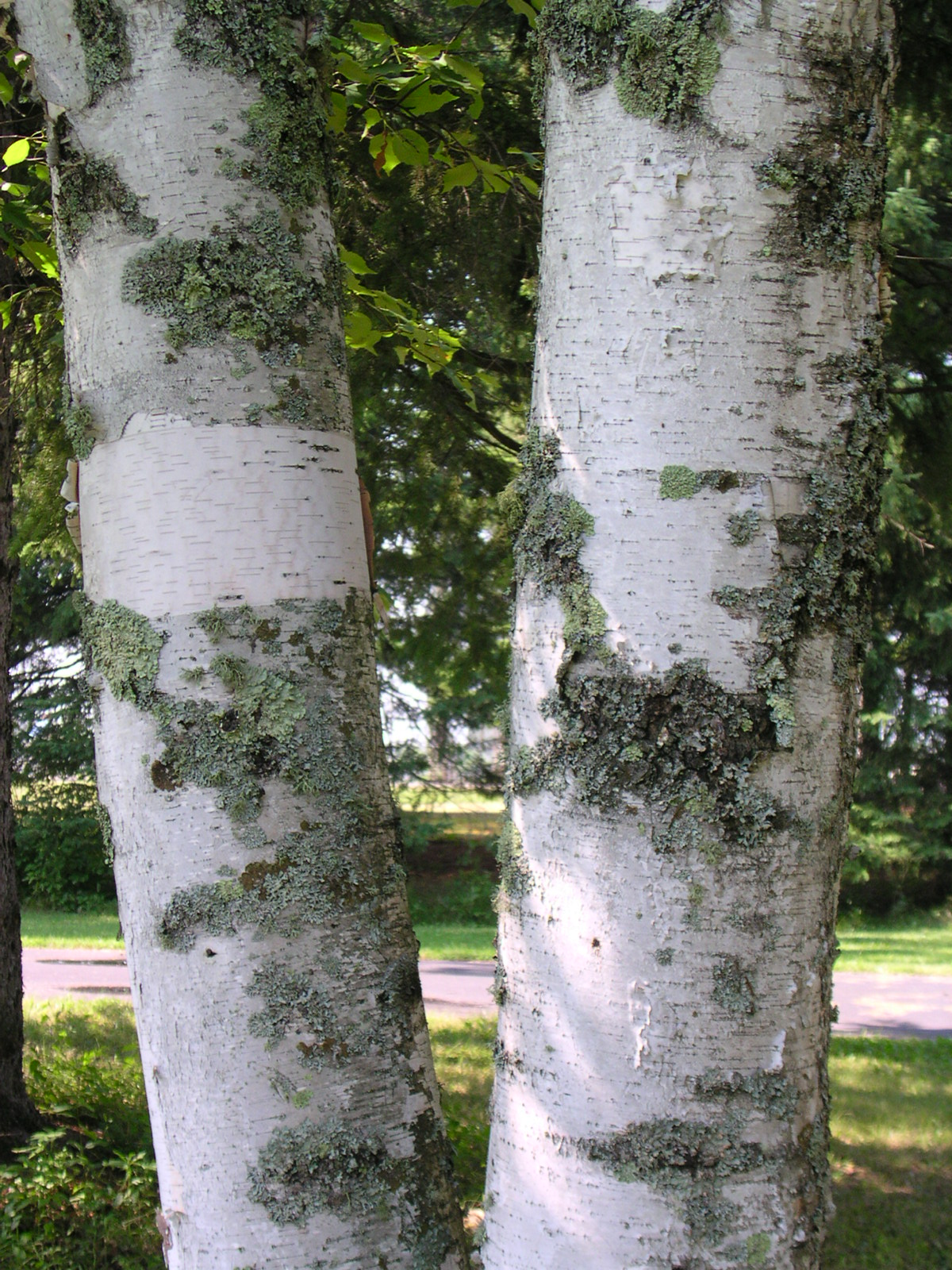
Kora

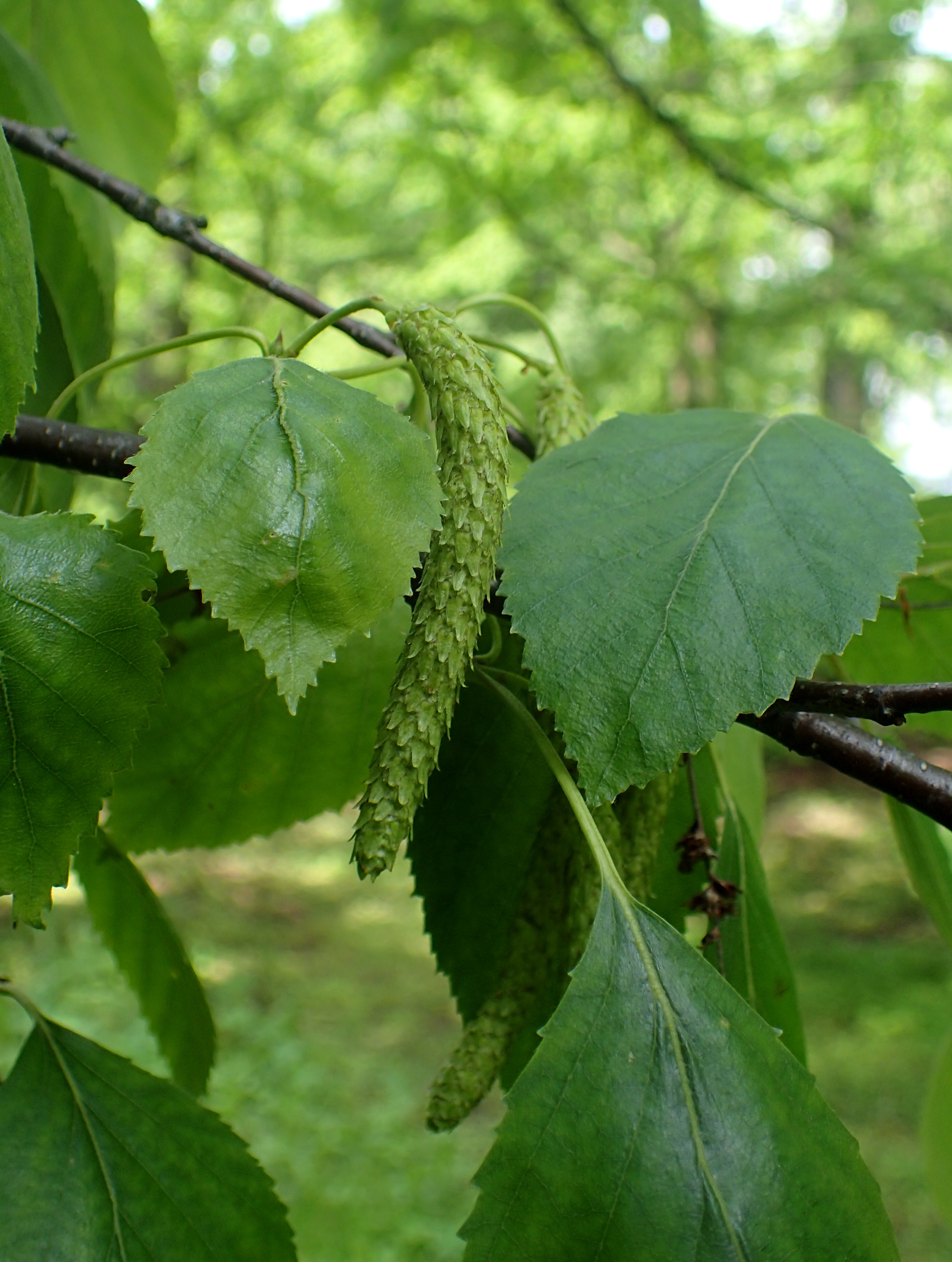
Liście i kwiatostan

PokrójOsiąga wysokość do 20 metrów. Gałęzie są sztywne, wznoszące się ku górze.
KoraKredowobiała z różowym zabarwieniem łuszczy się okrężnie cienkimi płatami. Posiada wąskie i ciemne pasma przetchlinek. Po złuszczeniu się kory jest szorstka.
PędyPędy posiadają liczne brodawki. Młode pędy są owłosione, lecz później stają się nagie.
LiścieLiście są duże, mają nawet do 10 cm długości. Mają jajowaty kształt i są podwójnie ząbkowane. Posiadają 5-10 par nerwów głównych. Z wierzchu lekko owłosione. Od spodu posiadają liczne gruczołki i są owłosione w kącikach nerwów. Latem są matowo ciemnozielone, a jesienią przebarwiają się na żółto. Ogonki liściowe posiadają relatywnie długie owłosienie.
KwiatyKwiaty zebrane są w kwiatostany zwane kotkami.

## Synonimy
Naukowa nazwa brzozy papierowej brzmi Betula papyrifera, jednak posiada ona synonimy:
- Betula excelsa Aiton
- Betula lyalliana Koehne, nom. nud.
- Betula papyrifera var. commutata (Regel) Fernald